# محاصره قسطنطنیه (۶۷۴-۶۷۸)
محاصره اول قسطنطنیه، جنگی است که بین سپاه اسلام و بیزانس درگرفت و در اقتصاد و اوضاع سیاسی هر دو کشور تأثیرات زیادی گذاشت. در نهایت سپاه اسلام موفق به فتح قسطنطنیه نشد و صدمات بسیاری از لحاظ نیروی انسانی و تجهیزات نظامی متحمل شد.
پس از جنگ روابط بین اسلام و بیزانس شکل جدیدی به خود گرفت و مسلمانان مانع از بازپس‌گیری مواضع بیزانس در مصر و شام شدند و بیزانس به آسیای صغیر عقب‌نشینی کرد ولی هر دو برای تصرف این مناطق مهم تلاش می‌کردند.

## اقدامات معاویه
معاویه اولین خلیفه اموی پس از جنگ‌های داخلی به قدرت رسید، او برنامه‌ریزی‌های بسیار در جهت فتح قسطنطنیه پایتخت امپراتوری بیزانس انجام داد:
1. نظام تهاجمی :در این راستا حملات منظمی در تابستان و زمستان به آسیای صغیر انجام می‌گرفت و رهبران آن سپاه‌های اعزامی افراد قدرتمندی بودند و هدفشان فتح دژهای کوهستانی بیزانس و داخل شدن به سرزمین آنان بود، اکثر جنگ‌ها دریایی صورت می‌گرفت، به همین جهت معاویه دستور ایجاد نیروی دریایی قدرتمندی داد؛ و ناوگان‌هایی دریایی ساختند و فرماندهی آنها را به ناخدایان عرب از قبیلهٔ بنی ازد غسانی سپرده شد. سپس جنگجویان مسلمان آمادهٔ جنگ به دریای مدیترانه اعزام شدند.[۲]
2. نظام دفاعی: معاویه در مناطق مرزی و سواحل قلمرو اسلام حمایت‌هایی انجام داد از جمله ایجاد پایگاه‌های دائمی و اسکان مردم و تشویق آنان از طریق زمین‌های زراعتی (اقطاع) و در شهرهای ساحلی سنگربندی برای دفاع از شهر در مقابل حملات نیروی دریایی بیزانس انجام داد.[۲]

## محاصره
اولین محاصرهٔ قسطنطنیه توسط عرب‌ها در سال‌های ۶۷۸_۶۷۴ بوده‌است. حمله مسلمانان با برنامه‌ریزی بوده و آنان نیروهای خود را در پایگاه‌های امتداد سواحل آسیای صغیر اسکان دادند و سپس به محاصرهٔ قسطنطنیه پرداختند.
در ابتدا مسلمانان به رهبری معاویه جزیرهٔ قبرس را فتح کردند و این محل به عنوان پایگاه برای محاصره لازم بود. معاویه از راه خشکی لشکرکشی را آغاز کرد و این سپاه به فرماندهی فضالة بن عبدالله انصاری تا خلقیدونه پیش رفتند و زمستان را در خاک بیزانس گذراندند.
سفیان بن عوف با سپاهی به کمک او آمد. معاویه لشکری به رهبری یزید برای تکمیل محاصره فرستاد و به همراه جمعی از صحابه از جمله ابو ایوب انصاری که در پایین حصار قسطنطنیه دفن شد.
نیروی دریایی اسلام با فتح جزیره‌های کوس و خیوس محاصرهٔ دریایی را کامل کردند، جنادة بن ابی‌امیه پس از فتح جزیرهٔ ارواد به قسطنطنیه رسید ولی پیروزی چشم‌گیری به دست نیاورد و امپراتور کنستانتین چهارم توانست با آتش یونانی محاصره را بشکند و عرب‌ها مجبور به عقب‌نشینی شدند.

## آتش یونانی

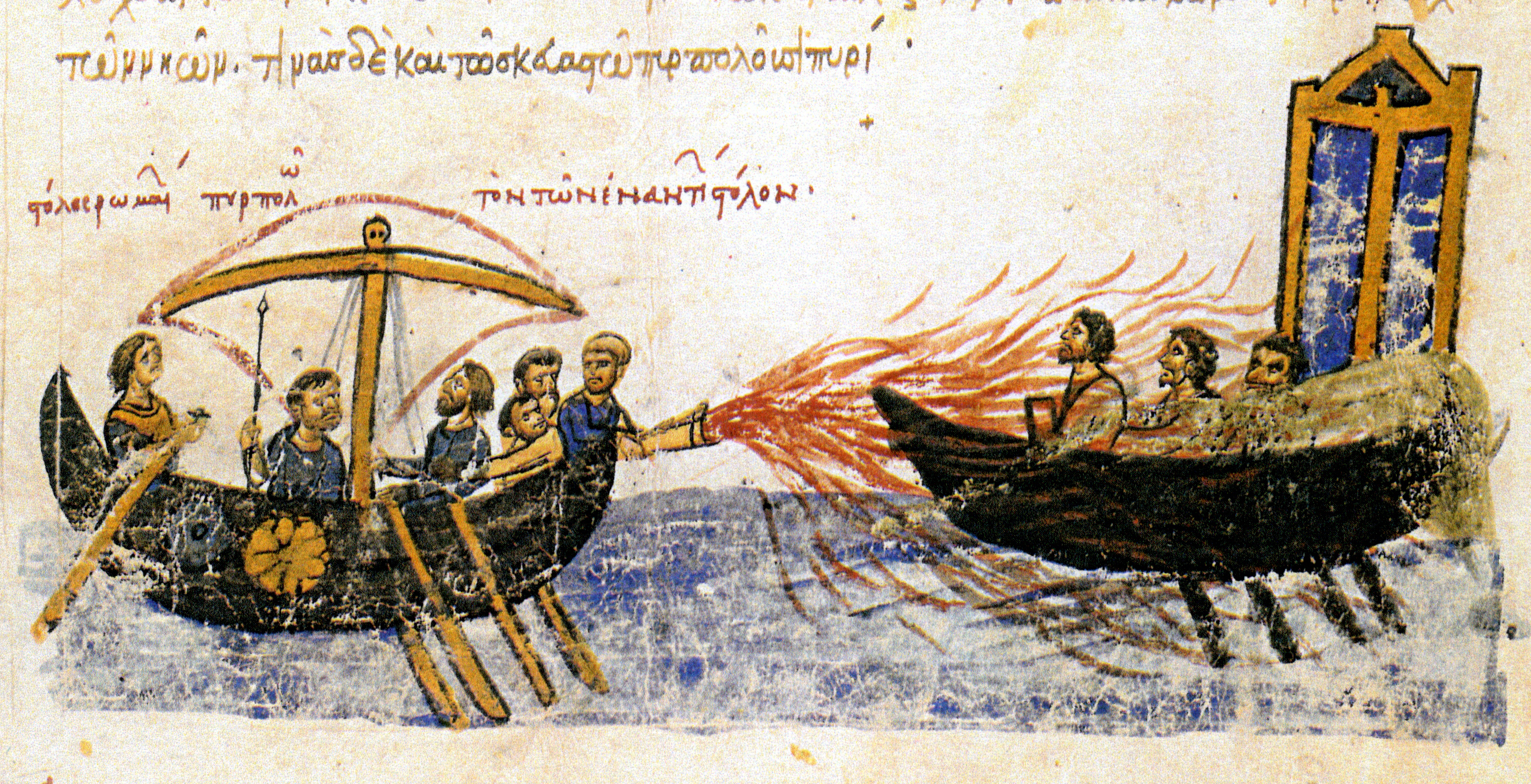
آتش یونانی که در محاصره اول قسطنطنیه

کنستانتین چهارم با استفاده از این سلاح در مقابل حملات دریایی مسلمانان از مرزهای خود دفاع کرد. آتش یونانی نوعی مواد آتش‌زا است که شامل آهک و گوگرد است و دود غلیظ و انفجار بزرگی به وجود می‌آورد، از طریق لوله‌ای به سمت کشتی‌های دشمن پرتاب می‌کردند. وجود این سلاح اهمیت زیادی داشته و در تاریخ ماندگار شد به دلیل آنکه نقش خلفای اموی را برای فتح قسطنطنیه باطل ساخت و مانع گسترش اسلام در آنجا شد.
بیزانس به شدت فرمول این اختراع را مخفی نگه داشت و امروزه دقیقاً ترکیبات آن مشخص نیست.

## معاهده صلح
دلیل این صلح فرسوده شدن سپاه طرفین بود.
طبق گفتگوهای انجام شده معاویه هر سال باید سه هزار قطعه طلا و پنجاه اسیر و اسب به رومیان می‌پرداخت.
مدت این صلح مسلمانان و رومیان سی سال بوده‌است.